# NGC 1399
NGC 1399 (również PGC 13418) – galaktyka eliptyczna (E1), znajdująca się w gwiazdozbiorze Pieca. Została odkryta 22 października 1835 roku przez Johna Herschela. Galaktyka ta należy do gromady w Piecu.